# コールダーホール原子力発電所
コールダーホール原子力発電所（旧名：ウィンズケール原子力研究所、現在はセラフィールド）は、英国北西部カンブリア州にあった原子力発電所で、現在廃炉が進められている。1956年10月17日に運転開始した最初期の原子力発電所で、1981年セラフィールドに改名された後、2003年3月31日に原子炉の運転を終了した。2007年9月29日には4つの冷却塔が爆破解体された。西側諸国初の原子力発電所として知られる。原子炉は原爆級プルトニウム生産に優れるマグノックス炉(黒鉛減速炭酸ガス冷却型原子炉)を採用している。このタイプの原子炉で実用性のデータが集まったことから、この発電所以降、イギリスでは黒鉛炉が主流となる。
建設当初核兵器生産の意図もあったことから、純粋な世界初の商用炉ではない。世界初の原子力発電所はソビエト社会主義共和国連邦のオブニンスク原子力発電所、電気を得るだけの単純な商用原子力発電所は米国のシッピングポート原子力発電所が最初である。

## 発電設備
コールダーホール原発の基数は全部で4基、合計出力は24万キロワットであった。1号炉の運転開始時の記念式典にエリザベス2世女王が出席している。
2002年にロシア（旧ソビエト社会主義共和国連邦）のオブニンスク原子力発電所が閉鎖、廃炉されたため、他の第一世代の原子力発電所を含めて、原子力発電所としては世界最古、世界最長の運転経過年数であった。
| 号機 | 原子炉形式     | 運転開始       | 定格出力 (kW) | 運転停止 | 運転終了 |
| ---- | -------------- | -------------- | ------------- | -------- | -------- |
| 1    | マグノックス炉 | 1956年10月17日 | 6万           | -        | -        |
| 2    | マグノックス炉 | 1957年         | 6万           | -        | -        |
| 3    | マグノックス炉 | 1958年         | 6万           | -        | -        |
| 4    | マグノックス炉 | 1959年         | 6万           | -        | -        |

## その他
2003年に閉鎖されたが、老朽化のため2007年に大きな冷却塔が爆破解体された。